# Nederlandse kampioenschappen zwemmen 1937
De Nederlandse kampioenschappen zwemmen 1937 werden gehouden op 31 juli en 1 augustus 1937 in Wildervank, Nederland.
Willy Geerling verbeterde het Nederlands record op de 1500 meter vrije slag van Dick de Man met 36 seconden. Daarnaast was het bijzonder dat olympisch kampioene Rie Mastenbroek op de 100 meter vrije slag werd verslagen door de 14-jarige Rie van Veen. Zwemster Willy den Ouden deed ook mee aan de schoonspringwedstrijden bij de dames, en werd met 65,06 punten vijfde.

## Zwemmen

### Mannen
| Afstand:           | Goud:                                                               | Tijd    | Zilver:                  | Tijd    | Brons:                     | Tijd    |
| 100 m vrije slag   | Kees Hoving RZC                                                     | 1.01,6  | Stans Scheffer DJK       | 1.01,8  | Hans Maier Het Y           | 1.04,0  |
| 400 m vrije slag   | Dolf van der Kuil SZC                                               | 5.21,4  | Sam Moolenaar Het Y      | 5.35,6  | Herman Smitshuijzen AZ '70 | 5.43,8  |
| 1500 m vrije slag  | Willy Geerling Het Y                                                | 21.36,0 | Maarten Schoenmaker Zian | 23.21,4 | H. van Rootselaar Het Y    | 23.44,8 |
| 100 m rugslag      | Stans Scheffer DJK                                                  | 1.13,2  | Dolf van Schouwen DJK    | 1.14,2  | Piet Metman Het Y          | 1.14,8  |
| 200 m schoolslag   | Herman Smitshuijzen AZ '70                                          | 2.53,4  | Leen Korpershoek RZC     | 3.00,2  | C. Schuurhuizen RZC        | 3.01,4  |
| 4x200 m vrije slag | Het Y H. van Rootselaar Sam Moolenaar Kees van Aelst Willy Geerling | 10.16,0 | RZC                      | 10.25,4 |                            |         |

### Vrouwen
| Afstand:           | Goud:                                                             | Tijd   | Zilver:                | Tijd   | Brons:                   | Tijd   |
| 100 m vrije slag   | Rie van Veen RDZ                                                  | 1.09,0 | Rie Mastenbroek ODZ    | 1.09,4 | Alie Stijl ADZ           | 1.13,8 |
| 400 m vrije slag   | Tini Wagner Het Y                                                 | 6.00,0 | Alie Stijl ADZ         | 6.14,2 | Rie Aarsbergen-Olsen RDZ |        |
| 100 m rugslag      | Nida Senff ADZ                                                    | 1.18,0 | Iet van Feggelen Het Y | 1.19,0 | Cor Kint Rotterdam       | 1.19,5 |
| 200 m schoolslag   | Jopie Waalberg ADZ                                                | 3.06,0 | Jeanne Groenendijk RDZ | 3.10,6 | Jo Stroomberg Het Y      | 3.13,2 |
| 4x100 m vrije slag | RDZ Coba van Zuuren Annie Timmermans Rie van Veen Willy den Ouden | 4.48,2 | ADZ                    | 5.01,8 | ODZ                      | 5.04,2 |

## Schoonspringen

### Mannen
| Onderdeel: | Goud:               | Score  | Zilver:              | Score  | Brons:               | Score |
| 3 m plank  | Wim Schatens AZ '70 | 114,52 | Henk Lotgering Het Y | 103,95 | Bob Denneboom AZ '70 | 99,06 |

### Vrouwen
| Onderdeel: | Goud:            | Score | Zilver:           | Score | Brons:                    | Score |
| 3 m plank  | Gré de Hooge RDZ | 75,12 | Leonie Tholen HDZ | 74,90 | Jeanne Looyaard Rotterdam | 72,37 |

Langebaan (50 meter):

1920 ·
1921 ·
1922 ·
1923 ·
1924 ·
1925 ·
1926 ·
1927 ·
1928 ·
1929 ·
1930 ·
1931 ·
1932 ·
1933 ·
1934 ·
1935 ·
1936 ·
1937 ·
1938 ·
1939 ·
1940 ·
1941 ·
1942 ·
1943 ·
1944 ·
1945 ·
1946 ·
1947 ·
1948 ·
1949 ·
1950 ·
1951 ·
1952 ·
1953 ·
1954 ·
1955 ·
1956 ·
1957 ·
1958 ·
1959 ·
1960 ·
1961 ·
1962 ·
1963 ·
1964 ·
1965 ·
1966 ·
1967 ·
1968 ·
1969 ·
1970 ·
1971 ·
1972 ·
1973 ·
1974 ·
1975 ·
1976 ·
1977 ·
1978 ·
1979 ·
1980 ·
1981 ·
1982 ·
1983 ·
1984 ·
1985 ·
1986 ·
1987 ·
1988 ·
1989 ·
1990 ·
1991 ·
1992 ·
1993 ·
1994 ·
1995 ·
1996 ·
1997 ·
1998 ·
Amersfoort 1999 ·
Drachten 2000 ·
Eindhoven 2001 ·
Amersfoort 2002 ·
Amsterdam 2003 ·
Amsterdam 2004 ·
Amsterdam 2005 ·
Eindhoven 2006 ·
Amsterdam 2007 ·
Eindhoven 2008 ·
Eindhoven 2009 ·
Eindhoven 2010 ·
Eindhoven juni 2011 ·
Eindhoven december 2011 ·
Amsterdam 2012 ·
Eindhoven 2013 ·
Eindhoven 2014 ·
Eindhoven 2015 ·
Eindhoven 2016 ·
Eindhoven 2017 ·
Amersfoort 2018 ·
Amersfoort 2019 ·
2020 ·
2021 ·
Amersfoort 2022 ·
Amersfoort 2023 ·
Amersfoort 2024

Kortebaan (25 meter):

1980 ·
1981 ·
1982 ·
1983 ·
1984 ·
1985 ·
1986 ·
1987 ·
1988 ·
1989 ·
1990 ·
1991 ·
1992 ·
1993 ·
1994 ·
1995 ·
1996 ·
1997 ·
's-Hertogenbosch 1998 ·
Nieuwegein 1999 ·
Nieuwegein 2000 ·
Alphen aan den Rijn 2001 ·
Eindhoven 2002 ·
Drachten 2004 ·
Amsterdam 2005 ·
Drachten 2006 ·
Amsterdam 2007 ·
Amsterdam 2008 ·
Amsterdam 2009 ·
Amsterdam 2010 ·
Amsterdam 2012 ·
Dordrecht 2013 ·
Tilburg 2014 ·
Tilburg 2015 ·
Hoofddorp 2016 ·
Hoofddorp 2017 ·
Tilburg 2018 ·
Tilburg 2019 ·
2020 ·
Den Haag 2021 ·
Den Haag 2022 ·
Den Haag 2023